# Puławy (województwo zachodniopomorskie)
Puławy (poprzednio Ameryka oraz Sarnia Góra) – osada w Polsce, w województwie zachodniopomorskim, powiecie koszalińskim, gminie Polanów. W miejscowości znajdują się tylko dwa domy. Miejscowość wchodzi w skład sołectwa Bukowo. W obrębie osady znajduje się leśniczówka Sarnia Góra.
W latach 1975–1998 miejscowość administracyjnie należała do województwa koszalińskiego.